# 森岡浩之
森岡 浩之（もりおか ひろゆき、1962年3月2日 - ）は、日本の小説家。兵庫県生まれ。六甲中学校・高等学校、京都府立大学文学部卒業。

## 経歴
サラリーマン生活を経て、1992年『夢の樹が接げたなら』で小説家デビュー。1996年に『星界の紋章』を発表。1997年、同作で星雲賞を受賞。続編および外伝に『星界の戦旗』『星界の断章』がある。また、映画『立喰師列伝』（監督押井守）に出演している。
2011年に心筋梗塞で倒れて療養生活を送っていたが、2013年に『星界の戦旗』第5巻を発表して活動を再開した。2014年から2015年にかけて、日本SF作家クラブ事務局長を務めた。

## 作風
初期の作品はいわゆるハードSFが多く、最近は星界シリーズに代表されるハードSFにライトノベル的な要素を盛り込んだ作品も多い。特筆すべきは言語に対する強いこだわりである。
大学時代は国語学を専攻していて、卒業論文は「つつあるの文法・日本語アスペクトの幾何学的解釈の序論」である。
プロデビュー作となった『夢の樹が接げたなら』では名詞しか存在しない人工言語を、『ズーク』では普通名詞が1つしかない言語を扱い、星界シリーズで体系的な人工言語アーヴ語を作り上げた。

## 受賞歴
- 1991年 - 『夢の樹が接げたなら』により第17回ハヤカワ・SFコンテスト（第2席）入選。
- 1993年 - 『スパイス』により第5回SFマガジン読者賞（日本部門）受賞。
- 1997年 - 『星界の紋章』により第28回星雲賞（日本長編部門）受賞[1]。
- 1999年 - 『夜明けのテロリスト』により第30回星雲賞（日本短編部門）受賞[1]。
- 2016年 - 『突変』により第36回日本SF大賞（大賞）受賞[5]。

## 作品リスト

### 優しい煉獄シリーズ
- 優しい煉獄 （2005年4月発行・徳間書店・ISBN 9784198506636 / 2007年7月発行・徳間デュアル文庫・ISBN 9784199051722）
- 優しい煉獄2 騒がしい死者の街 （2008年2月発行・徳間書店・ISBN 9784198507732）
- 地獄で見る夢 （2012年1月発行・徳間書店・ISBN 9784198633226）

### 突変シリーズ
- 突変（2014年9月5日発行・徳間文庫・ISBN 9784198938895）
- 異境の水都 突変世界（2016年12月2日発行・徳間文庫・ISBN 9784198941802）

### その他
- 機械どもの荒野（メタルダム） （1997年6月30日発行・ソノラマ文庫・ISBN 9784257768067 / 2008年3月発行・ハヤカワ文庫・ISBN 9784150309176）
- 夢の樹が接げたなら （1999年3月31日発行・早川書房・ISBN 9784152082145 / 2002年3月15日発行・ハヤカワ文庫・ISBN 9784150306908）
  - 夢の樹が接げたなら （『S-Fマガジン』1992年3月号）
  - 普通の子ども （『S-Fマガジン』1996年6月号）
  - スパイス （『S-Fマガジン』1993年6月号）
  - 無限のコイン （『S-Fマガジン』1992年11月号）
  - 個人的な理想郷 （『S-Fマガジン』1994年10月号）
  - 代官 （『S-Fマガジン』1992年7月号）
  - ズーク （『S-Fマガジン』1995年3月号）
  - 夜明けのテロリスト （『S-Fマガジン』1998年2月号）
- 風とタンポポ〜惑星環物語〜（2019年12月13日発売・アンビット・ISBN 9784198649517、イラスト：碧風羽。初出は『YOMBAN』にて2009年2月〜10月に連載、イラスト：河野さち子、今石進）
- 夢のまた夢 決戦！大坂の陣 （2011年10月7日発行・朝日新聞出版・ISBN 9784022508874）
- プライベートな星間戦争 （2023年12月12日発売・星海社FICTIONS・ISBN 9784065341742、イラスト：木野花ヒランコ）

### アンソロジー
- 人工知能の見る夢は AIショートショート集（2017年5月10日発行・文春文庫・ISBN 9784167908508）「姉さん」
- 日本SFの臨界点［怪奇篇］ ちまみれ家族（2020年7月25日発行・ハヤカワ文庫JA・ISBN 9784150314415）「A Boy Meets A Girl」